# 黄蜡果
黄蜡果（学名：Stauntonia brachyanthera）为木通科野木瓜属下的一个种。